# Noccaea caerulescens
Espèce
Synonymes
- Thlaspi caerulescens L., 1753

Le tabouret bleu ou tabouret des bois , dont le nom scientifique actuel est Noccaea caerulescens (J.Presl & C.Presl) F.K.Mey (anciennement : Thlaspi caerulescens), est une espèce de petite plante herbacée de la famille des Brassicacées.
C'est une plante hyperaccumulatrice dite "spécialiste" et extrêmophile, l'une des rares à pourvoir survivre sur des sols "extrêmes" naturellement riches en certains métaux (zinc en particulier, souvent associé au cadmium qui en est un contaminant et un déchet de raffinage, et qui en terme chimique sont très proches, zinc et cadmium appartenant au même groupe IIb). Selon l'écotype considéré, N. caerulescens est plus ou moins tolérante et/ou accumulatrice à ces deux métaux. Grâce à sa grande capacité d’accumulation de métaux, Noccaea caerulescens est apte à tolérer divers types de sols contaminés.
Cette tolérance au zinc, au plomb, au nickel et au cadmium (5 à 100 fois supérieure à celles des autres métallophytes poussant sur les mêmes sols), lui permet de se développer sur des sols où la concentration en métaux est toxique pour les autres plantes, ce qui en fait un moyen de gestion de sites pollués (phytostabilisation et/ou phytoremédiation par exportation des produits de fauche). C'est pourquoi elle peut être localement protégée par la loi, de même que - paradoxalement - certains de ses habitats très pollués, pour sa capacité à fixer des sols pollués par le cadmium et/ou le zinc dans ses parties aériennes.
Son caractère de spécialiste de certains sols et sa faible capacité dispersive expliquent qu'elle ne vit qu'en petites populations génétiquement relativement isolées.

## Synonymes et systématique
Anciens synonymes :
- Thlaspi alpestre subsp gaudinianum[3],[4]
- Thlaspi sylvestre Jordan ; ce nom, cité par Linné dans son Species plantarum de 1753, a été abandonné après que les botanistes aient compris qu'il regroupait plusieurs espèces différentes (dont notamment Thlaspi caerulescens et Thlaspi brachtypetalum, mais il est encore considéré comme synonyme).

En 1968, Dvorakova a divisé T. caerulescens en deux sous-espèces :
- Thlaspi caerulescens caerulescens
- Thlaspi caerulescens calaminare, écotype adapté aux sols métallifères.

Mais cette subdivision a été contredite par les travaux de biologie moléculaire de Koch publiés en 1998.
En 1973, les travaux de Meyer classent l'espèce dans le genre Noccaea. On utilise donc le nom Noccaea caerulescens (J.Presl & C.Presl) F.K.Mey.

## Description
L'espèce présente une grande variation de formes (phénotypes) qui traduisent une variabilité intraspécifique et peut-être des effets de la toxicité des différents milieux et micromilieux qu'elle colonise ainsi que les conséquences de ses regroupements en petits isolats génétiques qui favorisent une dérive génétique. Son principal critère externe d'identification est la couleur violette à noire des anthères après la floraison (caractère également présent chez Thlaspi virens (qui a cependant des pétales plus longs).
Elle est pérenne ou bisannuelle, et se présente généralement avec des feuilles en rosette basale (isolées et simples), surmontée d'une hampe florale de 10 à 35 cm portant de petites fleurs blanches.
En hiver les bourgeons sont à hauteur du sol, comme chez d'autres hémicryptophytes.
Les feuilles caulinaires sont en forme de cœur allongé engainant la tige.
La plante fleurit d'avril à juillet, selon l'exposition et l'altitude. La fleur typique des brassicacées ou crucifères (4 sépales, 4 pétales en croix, 6 étamines et 2 carpelles) mesure de 3 à 4,5 cm de diamètre, avec inflorescence en corymbe. Riley estimait en 1956 que le pollen de cette espèce est trop lourd pour une pollinisation par le vent (anémophile), ce qui est discuté, car l'observation montre que la plante est visitée par divers pollinisateurs. Une fécondation croisée existe dans un faible pourcentage des cas, et seulement avec des individus proches, ce qui favorise une faible diversité génétique.
Le style sort de la fleur avant l'ouverture des pétales. Le stigmate est alors réceptif au pollen mais les anthères ne sont pas encore matures. Seule l'allofécondation est possible à ce stade. Si elle ne se fait pas, quand les anthères sont mûres, il peut y avoir autopollinisation, ce qui permet la survie de petites populations. Le manque de diversité génétique étant compensé par la capacité de survie en milieu pollué.
Les fruits sont des siliques (fruit sec et déhiscent) produits dans une enveloppe en forme de cœur.
Les graines (dites barochores) tombent au sol et peuvent localement être transportées par quelques animaux ou une forte pluie et/ou un cours d'eau. Exceptionnellement, selon Riley, des inflorescences entières peuvent se séparer de la plante et être déplacées sur quelque distance par le vent.
Comme pour d'autres plantes trouvées sur les friches, l'homme (mineurs, camions, wagons, etc.) a probablement contribué à disséminer les populations des sites métallifères et Koch (1998).

## Répartition
C'est une plante supposée être une des reliques de la flore alpine pré et post glaciaire (probablement paléoendémiques comme Minuartia verna), à faible capacité de dispersion, qu'on ne trouverait normalement (hors zones métallifère ou polluée) que dans l'empire floral holarctique, en Europe en altitude uniquement (étages de végétation : subalpin voire alpin) dans les espaces ouverts et dans les prés et pâturages extensifs (Braschler et Jousset 2002). Koch (1998) suppose qu'elle a survécu sur des terrains métallifères et sur des veines métallifères mises au jour par l’action des glaces puis sur certains sites miniers et sols industriels pollués, surtout par le zinc et le cadmium où elle est parfois très abondante, alors qu'en Amérique du Nord, des souches (semblables, mais probablement génétiquement différentes) colonisent aussi des zones naturelles de moindre altitude qu'en Europe (peut-être parce que la recolonisation nord-sud a été favorisée par le relief nord-sud en Amérique du Nord après la dernière glaciation, ce qui n'a pas été le cas en Europe, mais ceci demanderait à être confirmé.
Les populations du Royaume-Uni sont pour partie des métallophytes-vraies. Elles sont selon Koch génétiquement différentes des populations continentales, ce qui laisse penser qu'elles sont une relique de l’ancienne flore anglaise.
Les nombreuses populations présentes en Scandinavie résulteraient toutes d'introductions récentes par l'homme.
Certains auteurs estiment qu'il faut séparer les souches américaines de Thlaspi alpestre L., voire les considérer comme une autre espèce n’appartenant pas aux séries comprenant Thlaspi caerulescens.
Hors sites pollués, elle semble associée à des milieux modérément humides, acides (pH de 3.5 à 5.5) et plutôt oligotrophes à mésotrophes (richesse nutritive pauvre à moyenne).
En Amérique du Nord, elle semble curieusement uniquement présente dans la moitié Ouest du continent. On la trouve en milieu humide pollué par le plomb ou le zinc, par exemple sur les berges où elle résiste alors à la concurrence des autres plantes. Elle est dans ce dernier cas un bioindicateur qui doit attirer l'attention sur une probable pollution des sédiments et des organismes aquatiques, si ce n'est de l'eau elle-même.

## Interactions avec l'environnement et d'autres espèces
En termes d'interactions durables, cette espèce peut être parasitée et consommée par de nombreux herbivores. Elle ne supporte pas les fortes perturbations physiques, en particulier par le bétail sauf si le pâturage est très extensif (Braschler & Jousset 2002).
Elle joue un rôle très particulier dans les écosystèmes ou milieux qu'elle occupe, en tant que bioaccumulatrice. Elle est caractérisée par une stratégie de reproduction de type K avec notamment un pourcentage élevé de succès de germination. (93,58 % de 120 graines observées par Riley et moins quand la graine résulte d'une autofécondation).
Pour le phytosociologue, elle est souvent - en zones métallifères - associée à deux caryophyllacées, Minuartia verna et Silene cucubalus (Ingrouille & Smirnoff 1986).

## Comportement à l'égard des métaux, usage en  phytoremédiation
La première mention des plantes pouvant accumuler les métaux lourd apparait en 1865 dans les travaux de Sachs lors ce qu'il a démontré que les cendres Thlaspi caerulescens maintenant Noccaea caerulescens (poussant sur un sol riche en zinc) contenais 17% de zinc . 
Noccaea caerulescens est surtout connus comme hyperaccumulateur de zinc mais il hyperaccumule aussi le cadmium et le nickel. Comme les autres plantes hyperaccumulatrices Noccaea caerulescens présente une absorption accrue des métaux, ainsi qu'une translocation accrue des métaux des racines vers les feuilles.
- Le zinc est stocké principalement dans les vacuoles des feuilles. Sa concentration dans les tissus peut atteindre jusqu’à 3 % du poids sec[16].
- Le nickel est également stocké dans les vacuoles des feuilles dans l'épiderme [17].
- Le cadmium : métal hautement toxique pour les milieux intracellulaires est accumulé jusqu'à 0,01 % du poids sec[18], dans l’apoplasme, c'est-à-dire hors du milieu intra-cellulaire.

C'est pourquoi Noccaea caerulescens est une des plantes les plus utilisées en phytoremédiation de sols pollués par le cadmium.
Les mécanismes précis d’absorption du cadmium ne sont pas encore bien compris. On sait cependant que si le fait d'accumuler des métaux a un coût (énergie, métabolisme...) pour la plante, il semble aussi être un avantage sélectif pour une population d'accumulatrices ou d'hyperaccumulatrice face aux herbivores (invertébrés, oiseaux, mammifères...) qui consomment moins la plante (ou qui en meurent),. 
En France, un projet de recherche appliqué, soutenu par l'Ademe porte (2014-2017) sur la sélection ou création de cultivars de cette espèce pour la phytoextraction.

## État des populations, menaces
La métapopulation européenne ne semble pas menacée, d'autant que des dizaines de sites très pollués en accueillent des sous-populations significatives.
Des populations sauvages, poussant sur des sols peu métallifères sont cependant localement menacées, par l'urbanisme, le retournement de prairies, la forestation ou le feu en période de canicule, ou encore par une intensification du pâturage, par exemple en Suisse avec une menace faible pour le Jura occidental et dans les Alpes septentrionales, et plus forte dans l’ouest du plateau : 6 populations non revues ou non confirmées, toutes situées en moyenne montagne,,.

## Remarque
Les strates herbacée et sous-jacente sont en été sensibles aux sécheresses et donc aux incendies car la toxicité du milieu interdit la production d'un véritable humus capable de bien conserver l'eau. En cas d'incendie, les fumées et cendres peuvent dans ce cas être fortement polluées.